# Szentmátyás
Szentmátyás (szlovénül: Matjaševci) falu, egykor önálló község a Muravidéken, Szlovéniában. Kuzma községhez tartozik.

## Fekvése
Muraszombattól 32 km-re északnyugatra a magyar-osztrák-szlovén hármashatár közelében a Lukaj-patak partján fekszik.

## Története
Első írásos említése 1387-ből való "Mathyasfalua" néven, ekkor Dobra várának uradalmához tartozott. Dobrát 1387-ben kapja királyi adományként a Balog nembeli Felsőlendvai Széchy Miklós nádor. Az uradalomhoz tartozó falvak felsorolásánál Szentmátyás is, ekkor még Mátyásfalva néven szerepel. 1499-ben "Mathyasowcz" néven említik. 1607-ben a dobrai uradalommal együtt a Batthyány család birtoka lett. Az 1698-as egyházi vizitációban "Mattyásocz" és "Mattyasovcz" alakban említik. Az 1890-es népszámlálásnál Szentmátyásnak 340 lakosa volt, közülük 321 szlovén, 18 német és egy magyar.
Vályi András szerint "MATYASÓCZ. Tót falu Vas Várm. földes Ura G. Batthyáni Uraság, lakosai katolikusok, fekszik Felső Lendvához nem meszsze, és annak filiája, határja középszerű."
Fényes Elek szerint "Matyasocz, vindus falu, Vas vmegyében, a lendvai uradalomban, 175 kath. lak."
Vas vármegye monográfiája szerint "Szent-Mátyás, 54 házzal és 340 r. kath. és ág. ev. vallású, vend lakossal. Postája Felső-Szölnök, távírója Szent-Gotthárd. Határában fogják elvezetni a tervezett gyanafalva-muraszombati vasutat."
1910-ben 381, túlnyomórészt szlovén lakosa volt. A trianoni békeszerződésig Vas vármegye Szentgotthárdi járásához tartozott. 1919-ben a Szerb–Horvát–Szlovén Királysághoz csatolták, mely 1929-ben a Jugoszlávia nevet vette fel. 1921-ben a népszámláláskor 254 szlovént, 98 németet és 11 magyar találtak itt. A 363 lakosból 350 katolikus és 13 evangélikus volt. 1931-ben 342 lakost számláltak. 1941-ben ismét Magyarországhoz került, majd 1945 után véglegesen Jugoszlávia része lett. 1971-ben 287 lakosa, 63 háza és 65 háztartása volt. 1991 óta a független Szlovén Köztársaság része. 2002-ben 203 lakosa volt.